# Charlie Davies
Charlie Davies, född 25 juni 1986, är en före detta fotbollsanfallare som senast spelade för Philadelphia Union i Amerikanska fotbollsligan MLS. Tidigare känd från spel i Hammarby IF. Han kommer från Manchester, New Hampshire i USA. Innan han kom till Hammarby spelade han för Boston College Eagles i den amerikanska collegeligan, där han 2006 gjorde 16 mål och 5 målgivande passningar på 15 matcher.
Davies ansågs av många vara USA:s största fotbollstalang, och han blev 2007 uttagen till USA:s OS-trupp.
Under sin första säsong i Sverige motsvarade Davies inte riktigt de högt ställda förväntningarna. Han hånades av så väl motståndare som media, men fick ändå fortsatt förtroende av Hammarbyledningen. Under den allsvenska säsongen 2007 spelade Davies 20 matcher och gjorde 3 mål (samtliga i den sista matchen mot GAIS). Men trots den ynkliga målskörden under sin debutsäsong så har han växt ut och blivit en publikfavorit på Söderstadion. Under 2008 visade Davies sin kapacitet, då han gjorde 14 mål och 3 målgivande passningar på de 27 matcher han spelade under säsongen.
Under OS 2008 i Peking var Davies uttagen i USA:s trupp. Han fick dock bara speltid i en match, den sista gruppspelsmatchen mot Nigeria. USA föll med 2-1 men Davies, som kom in i matchens slutskede, hade bland annat en nick i ribban. I och med förlusten så blev USA utslagna och Davies kom på rekordtid tillbaka till Hammarby och spelade förlustmatchen mot GAIS, där han stod för 1 mål.
Davies gjorde sitt första landslagsmål i VM-kvalsmatchen mot Trinidad och Tobago. Målet hjälpte inte USA som förlorade med 1-3.
Den 10 juli 2009 bekräftade Hammarby IF att Charlie Davies är klar för sin nya klubb FC Sochaux-Montbéliard. Övergångsumman landade runt 22 miljoner och Charlie skrev på för fyra år med den franska klubben.
Den 13 oktober 2009 befann sig Charlie Davies i Washington i samband med USA:s VM-kval. Han var då inblandad i en våldsam krasch där en kvinna omkom och Davies tillsammans med en annan person fick föras till sjukhus. Under natten opererades Charlie Davies vars läge aldrig var livshotande.
2011 skrev Charlie Davies på ett lånekontrakt som gäller i 1 års tid för den amerikanska fotbollsklubben D.C. United. Klubben spelar i den Amerikanska högsta divisionen Major League Soccer (även förkortat MLS).
I sin premiärmatch för D.C. United gjorde Charlie Davies den 19 mars 2011 två mål varav det första på straff. Det blev en känslomässig comeback för anfallaren.

## Seriematcher och mål
- 2017: 4 / 1
- 2016: 18 / 1
- 2015: 34 / 10
- 2014: 23 / 7
- 2013: 4 / 0
- 2012-13: 23 / 0
- 2011-12: 2 / 0
- 2011: 26 / 11
- 2009-10: 8 / 2
- 2009: 9 / 4
- 2008: 27 / 14
- 2007: 20 / 3